# Newzealandia occidentalis
Newzealandia occidentalis är en plattmaskart som först beskrevs av Arthur Dendy 1897.  Newzealandia occidentalis ingår i släktet Newzealandia och familjen Geoplanidae. Inga underarter finns listade i Catalogue of Life.